# Til Schweiger
Til Schweiger, właśc. Tilman Valentin Schweiger (ur. 19 grudnia 1963 we Fryburgu Bryzgowijskim) – niemiecki aktor i filmowiec. 
Zasłynął w latach 90. dzięki udziałowi w filmach takim jak Mężczyzna, przedmiot pożądania (1994) czy Bandyta (1997). Następnie zagrał w międzynarodowych produkcjach filmowych, takich jak Bękarty wojny (2009), i założył własną firmę producencką Barefoot Films, co uczyniło Schweigera niemieckim filmowcem odnoszącym największe sukcesy komercyjne.

## Życiorys

### Wczesne lata
Urodził się we Fryburgu Bryzgowijskim jako drugi z trzech synów pary nauczycielskiej – Moniki i Herberta Schweigerów. Dorastał w Heuchelheim i Gießen. Uczęszczał do Herderschule Gießen, gdzie jego ojciec był nauczycielem szkoły średniej. Jego matka pracowała jako nauczycielka historii. Po ukończeniu szkoły średniej zaczął odbywać zasadniczą służbę wojskową; stacjonował w Holandii. Po pewnym czasie odmówił służby wojskowej i został zatrudniony w szpitalu jako wolontariusz.
Początkowo chciał zostać nauczycielem i studiował przez cztery semestry germanistykę. 

### Początki kariery
W 1989 ukończył szkołę aktorską Der Keller w Kolonii. Występował w teatrach: Schule des Theaters w Kolonii (1986) i Contra-Kreis-Theater w Bonn (1989).
Dorabiał także jako kelner i DJ, a także zajmował się dubbingiem filmów dla dzieci i filmów pornograficznych. 

### Rozwój kariery
Od 18 lutego 1990 do 29 listopada 1992 grał rolę Jo Zenkera w operze mydlanej Lindenstraße (Die Lindenstraße/Ulica Lipowa) i szybko zyskał ogromną popularność. Producent Bernd Eichinger zaproponował mu następnie główną rolę kierowcy Opla Manty Bertiego Katzbacha z Zagłębia Ruhry w komedii sensacyjnej Wolfganga Bülda Manta, Manta (1991), która okazała się niemieckim przebojem kinowym. Kolejna kreacja boksera Rudy’ego w komedii kryminalnej Ebbies Bluff (1993) przyniosła mu nagrodę na Max Ophüls Festival w Saarbrücken. Pojawił się potem gościnnie w serialach: Komisarz (Die Kommissarin, 1994-96) jako Nick Siegel z Johannesem Brandrupem i ARD Telefon 110 (Polizeiruf 110, 1995). 
W dramacie telewizyjnym Sat.1 Die Halbstarken (1996), remake’u filmu z 1956 z udziałem Horsta Buchholza, na podstawie scenariusza Bernda Eichingesa zagrał naiwnego drobnego oszusta Freddy’ego. W opartym jest na wydarzeniach autentycznych dreszczowcu Bernda Eichingesa Dziewczyna zwana Rosemary (Das Mädchen Rosemarie, 1996) wystąpił w roli Toniegop Nadlera. Za postać nieuleczalnie chorego pacjenta szpitala, który wyrusza skradzionym samochodem w ostatnią podróż w swoim życiu w jego autorskiej komedii Pukając do nieba bram (Knockin' on Heaven's Door, 1997) został uhonorowany nagrodą na festiwalu filmowym w Moskwie. Film powstał w niezależnym studio produkcji filmowej, które Schweiger założył razem z przyjaciółmi, Thomasem Zicklerem i Andre Hennickem, i nazwał Mr. Brown Entertainment zainspirowany jednym z bohaterów filmu Quentina Tarantino Wściekłe psy. Sukcesem okazała się kreacja Anglika polskiego pochodzenia, Jerry’ego Bruteckiego, ps. 'Brute', recydywisty i bandyty, który zostaje zesłany w ramach resocjalizacji do dziecięcego szpitala w Rumunii w dramacie psychologicznym Macieja Dejczera Bandyta (1997), za którą odebrał nagrodę na Festiwalu Polskich Filmów Fabularnych w Gdyni. 
Odrzucił rolę niemieckiego żołnierza, który strzela do kapitana Johna H. Millera (Tom Hanks) w dramacie wojennym Stevena Spielberga Szeregowiec Ryan (1998), ponieważ miał zastrzeżenia co do wpływu tej roli na jego wizerunek wśród amerykańskiej publiczności. W 1998 zadebiutował jako reżyser dreszczowca Niedźwiedź polarny (Der Eisbär) z udziałem Benno Fürmanna.
Pojawił się w teledysku zespołu Blank & Jones do piosenki pt. „Beyond Time” (2000). Powodzeniem cieszyła się rola Rocka Fertiga Ausa w komedii sci-fi Gwiezdne jaja: Część I – Zemsta świrów ((T)Raumschiff Surprise – Periode 1, 2004), za którą zdobył nagrodę specjalną Bambi i German Comedy Award w Kolonii. Zagrał tytułową postać rezolutnego kowboja Lucky Luke’a w komediowym westernie Lucky Luke (Les Dalton, 2004). Wyreżyserował wideoklip „Try Again” (2006) angielskiego zespołu Keane. Wziął udział w teledysku Keri Hilson do jej singla „I Like” (2010). Klip promował komedię romantyczną z udziałem Schweigera zatytułowaną Zweiohrküken (2009). 
Od 2013 zajął się produkcją reklam z córkami Watchever, VHV. Był na okładkach magazynów takich jak „Vanity Fair”, „GQ”, „People” i „Tele Tydzień”.

## Życie prywatne
19 czerwca 1995 ożenił się z Daną Carlsen (ur. 29 lutego 1968). Mają syna Valentina (ur. 1995) oraz trzy córki: Lunę (ur. 1997), Lili Camille (ur. 1998) i Emmę Tiger (ur. 2002). Jednak w 2005 doszło do separacji, a 15 maja 2014 r. do rozwodu.
W 2007 spotykał się z aktorką niemiecką Stephanie Stumph. Od roku 2010 do października 2013 związany był z modelką Svenją Holtmann.

## Filmografia

### Filmy fabularne
| Rok  | Tytuł                                                                                     | Rola                                       | Reżyser                                                                    |
| ---- | ----------------------------------------------------------------------------------------- | ------------------------------------------ | -------------------------------------------------------------------------- |
| 1990 | Troll 2                                                                                   | Drew (głos, niemiecki dubbing)             | brak danych (niemiecki dubbing)                                            |
| 1990 | The Kill Reflex                                                                           | Cameron Gillespe (głos, niemiecki dubbing) | brak danych (niemiecki dubbing)                                            |
| 1990 | Kickboxer z piekła rodem (Ling mo da jue dou)                                             | zbir Lucyfera (głos, niemiecki dubbing)    | brak danych (niemiecki dubbing)                                            |
| 1990 | Dzielne dziewczęta (Hei hai ba wang hua)                                                  | Alan (głos, niemiecki dubbing)             | brak danych (niemiecki dubbing)                                            |
| 1991 | Manta Manta                                                                               | Bertie                                     | Wolfgang Büld                                                              |
| 1991 | Ying hung ho ho                                                                           | Yungs Thug (głos, niemiecki dubbing)       | brak danych (niemiecki dubbing)                                            |
| 1991 | Bal przebierańców (Hollow Gate)                                                           | Prince (głos, niemiecki dubbing)           | brak danych (niemiecki dubbing)                                            |
| 1991 | Breathing Fire                                                                            | Mickey (głos, niemiecki dubbing)           | brak danych (niemiecki dubbing)                                            |
| 1991 | Cicha noc, śmierci noc V: Mordercze zabawki (Silent Night, Deadly Night 5: The Toy Maker) | Pino Petto (głos, niemiecki dubbing)       | brak danych (niemiecki dubbing)                                            |
| 1992 | Oddział Specjalny II (Martial Law II: Undercover)                                         | Rick (głos, niemiecki dubbing)             | brak danych (niemiecki dubbing)                                            |
| 1993 | Dzieci triady (Làshǒu shéntàn)                                                            | Foxy (głos, pierwszy niemiecki dubbing)    | brak danych (niemiecki dubbing)                                            |
| 1993 | Jeden fałszywy ruch (One False Move)                                                      | Ronnie (głos, niemiecki dubbing)           | brak danych (niemiecki dubbing)                                            |
| 1993 | Ebbies Bluff                                                                              | Rudy                                       | Claude-Oliver Rudolph                                                      |
| 1993 | Uleciało z wiatrem (Blown Away)                                                           | Rich (głos, niemiecki dubbing)             | brak danych (niemiecki dubbing)                                            |
| 1994 | Lemgo (TV)                                                                                | Jan Peters                                 | Jörg Grünler                                                               |
| 1994 | ABS serienmäßig - Kondome schützen (film krótkometrażowy)                                 | mężczyzna                                  | Britta Olivia Götz                                                         |
| 1994 | Otwarte karty (Showdown)                                                                  | Ken (głos, niemiecki dubbing)              | brak danych (niemiecki dubbing)                                            |
| 1994 | Mężczyzna, przedmiot pożądania (Der Bewegte Mann)                                         | Axel Feldheim                              | Sönke Wortmann                                                             |
| 1995 | Bunte Hunde                                                                               | Pepe Brenner                               | Lars Becker                                                                |
| 1996 | Tylko mi ciebie brak (Männerpension)                                                      | Steinbock                                  | Detlev Buck                                                                |
| 1996 | Superżona (Das Superweib)                                                                 | Hajo Heiermann                             | Sönke Wortmann                                                             |
| 1996 | Adrenalina (Adrenalin, TV)                                                                | Stefan Renner                              | Dominique Othenin-Girard                                                   |
| 1996 | Rosemary (Das Mädchen Rosemarie, TV)                                                      | Nadler                                     | Bernd Eichinger                                                            |
| 1996 | Die Halbstarken (TV)                                                                      | Freddy                                     | Urs Egger                                                                  |
| 1997 | Pukając do nieba bram (Knockin’ on Heaven’s Door)                                         | Martin Brest (także producent filmowy)     | Thomas Jahn                                                                |
| 1997 | Bandyta                                                                                   | Brute                                      | Maciej Dejczer                                                             |
| 1997 | Herkules (Hercules)                                                                       | Herkules (głos, niemiecki dubbing)         | Frank Lenart (niemiecki dubbing)                                           |
| 1998 | Der Eisbär                                                                                | Leo                                        | Til Schweiger, Granz Henman                                                |
| 1998 | Zabójczy układ (The Replacement Killers)                                                  | Ryker                                      | Antoine Fuqua                                                              |
| 1998 | Pocałunek Judasza (Judas Kiss)                                                            | Ruben Rubenbauer                           | Sebastian Gutierrez                                                        |
| 1998 | Punki z Salt Lake City (SLC Punk!)                                                        | Mark                                       | James Merendino                                                            |
| 1999 | Bang Boom Bang - Ein todsicheres Ding                                                     | Brown                                      | Peter Thorwarth                                                            |
| 1999 | Opętanie (Stir of Echoes)                                                                 | Bruce McCarthy                             | David Koepp                                                                |
| 1999 | Wielki Bagarozy (Der große Bagarozy)                                                      | Stanislaus Nagy                            | Bernd Eichinger                                                            |
| 2000 | Magicy (Magicians)                                                                        | Max                                        | James Merendino                                                            |
| 2000 | Teraz albo nigdy - czas to pieniądz (Jetzt oder nie - Zeit ist Geld)                      | kupiec 'Pająk' (także producent filmowy)   | Lars Büchel                                                                |
| 2001 | Wyścig (Driven)                                                                           | Beau Brandenburg                           | Renny Harlin                                                               |
| 2001 | Investigating Sex                                                                         | Monty                                      | Alan Rudolph                                                               |
| 2001 | Anarchiści (Was tun, wenn’s brennt?)                                                      | Tim                                        | Gregor Schnitzler                                                          |
| 2002 | Joe i Max (Joe and Max, TV)                                                               | Max Schmeling                              | Steve James                                                                |
| 2003 | Lara Croft Tomb Raider: Kolebka życia (Lara Croft: Tomb Raider – The Cradle of Life)      | Sean                                       | Jan de Bont                                                                |
| 2004 | Gwiezdne jaja: Część I – Zemsta świrów ((T)Raumschiff Surprise − Periode 1)               | Rock Fertig Aus                            | Michael Herbig                                                             |
| 2004 | Król Artur (King Arthur)                                                                  | Cynric                                     | Antoine Fuqua                                                              |
| 2004 | Lucky Luke (Les Dalton)                                                                   | Lucky Luke                                 | Philippe Haïm                                                              |
| 2004 | W rękach wroga (In Enemy Hands)                                                           | kapitan Jonas Herdt                        | Tony Giglio                                                                |
| 2005 | Deuce Bigalow: Boski żigolo w Europie (Deuce Bigalow: European Gigolo)                    | Heinz Hummer                               | Mike Bigelow                                                               |
| 2005 | Leila i Nick (Barfuss)                                                                    | Nick Keller                                | Til Schweiger (także montaż, producent filmowy, scenariusz)                |
| 2006 | Gdzie jest Fred? (Wo ist Fred?)                                                           | Fred Krüppers                              | Anno Saul                                                                  |
| 2006 | Jedyne wyjście (One Way)                                                                  | Eddie Schneider                            | Reto Salimbeni                                                             |
| 2006 | Oh, wie schön ist Panama                                                                  | Mały Tygrys (głos)                         | Martin Otevrel, Irina Probost                                              |
| 2006 | Bye Bye Harry!                                                                            | Gantcho                                    | Robert Young                                                               |
| 2007 | Żywa tarcza (Body Armour)                                                                 | John Ridley                                | Gerry Lively                                                               |
| 2007 | Miłość z przedszkola (Keinohrhasen)                                                       | Ludo Dekker                                | Til Schweiger (także producent filmowy, scenariusz)                        |
| 2007 | Czerwony baron (Der Rote Baron)                                                           | Werner Voss                                | Nikolai Müllerschön                                                        |
| 2007 | Martwy za życia (Already Dead)                                                            | mężczyzna                                  | Joe Otting                                                                 |
| 2008 | Czerwony baron (Red Baron)                                                                | Werner Voss                                | Nikolai Müllerschön                                                        |
| 2008 | Far Cry                                                                                   | Jack Carver                                | Uwe Boll                                                                   |
| 2008 | 1½ Knights – In Search of the Ravishing Princess Herzelinde                               | Ritter Lanze                               | Til Schweiger (także producent filmowy, scenariusz)                        |
| 2009 | Miłość z przedszkola 2 (Zweiohrküken)                                                     | Ludo Dekker                                | Til Schweiger (także producent filmowy, scenariusz)                        |
| 2009 | Bękarty wojny (Inglourious Basterds)                                                      | sierżant Hugo Stiglitz                     | Quentin Tarantino                                                          |
| 2009 | Phantomschmerz                                                                            | Marc Sumner                                | Matthias Emcke                                                             |
| 2009 | Faceci w wielkim mieście (Männerherzen)                                                   | Jerome Ades                                | Simon Verhoeven                                                            |
| 2011 | Tata do pary (Kokowääh)                                                                   | Henry                                      | Til Schweiger (także producent filmowy, scenariusz)                        |
| 2011 | Sylwester w Nowym Jorku (New Year’s Eve)                                                  | James Schwab                               | Garry Marshall                                                             |
| 2011 | Faceci w wielkim mieście 2 (Männerherzen 2)                                               | Jerome Ades                                | Simon Verhoeven                                                            |
| 2011 | Trzej muszkieterowie (The Three Musketeers)                                               | Cagliostro                                 | Paul W.S. Anderson                                                         |
| 2012 | A więc wojna (This means war)                                                             | Heinrich                                   | McG                                                                        |
| 2012 | Opiekun (Schutzengel)                                                                     | Max Fischer                                | Til Schweiger (także producent filmowy, scenariusz)                        |
| 2012 | Kurier (The Courier)                                                                      | Lispy, agent FBI                           | Hany Abu-Assad                                                             |
| 2013 | Tata do pary 2 (Kokowääh 2)                                                               | Henry                                      | Til Schweiger (także producent filmowy, scenariusz)                        |
| 2013 | Charlie musi umrzeć (Charlie Countryman)                                                  | Darko                                      | Fredrik Bond                                                               |
| 2013 | Bezuchy zając i uszaty pisklak (Keinohrhase und Zweiohrküken)                             | bezuchy zając (głos)                       | Maya Gräfin Rothkirch, Til Schweiger (także producent filmowy, scenariusz) |
| 2014 | Honig im Kopf                                                                             | Niko Rosenbach                             | Til Schweiger (także producent filmowy, scenariusz)                        |
| 2014 | Muppety: Poza prawem (Muppets Most Wanted)                                                | niemiecki policjant                        | James Bobin                                                                |
| 2015 | Mały Książę (Le Petit Prince)                                                             | Pan Książę (głos, niemiecki dubbing)       | Frank Schaff (niemiecki dubbing)                                           |
| 2016 | Tschiller: Off Duty                                                                       | Niklas 'Nick' Tschiller                    | Christian Alvart                                                           |
| 2017 | Bullyparade – Der Film                                                                    | szeryf Chiller („Zakochany Winnetou”)      | Michael Herbig                                                             |
| 2017 | Atomic Blonde                                                                             | Watchmaker                                 | David Leitch                                                               |
| 2018 | Hot Dog                                                                                   | Luke Steiner                               | Torsten Künstler                                                           |
| 2018 | Zlot absolwentów 1.0 (Klassentreffen 1.0 – Die unglaubliche Reise der Silberrücken)       | Thomas                                     | Til Schweiger                                                              |
| 2018 | Podróż w niepamięć (Head Full of Honey)                                                   | kelner londyńskiej restauracji             | Til Schweiger                                                              |
| 2020 | Ślub (Die Hochzeit)                                                                       | Thomas                                     | Til Schweiger                                                              |
| 2020 | Boże, możesz być dupkiem! (Gott, du kannst ein Arsch sein!)                               | Frank Pape                                 | André Erkau                                                                |
| 2021 | Ratowanie znanego nam świata (Die Rettung der uns bekannten Welt)                         | Hardy                                      | Til Schweiger                                                              |
| 2022 | Lieber Kurt                                                                               | Kurt                                       | Til Schweiger                                                              |
| 2022 | Wojna królów (Jan Žižka)                                                                  | Jindřich III z Rožmberka (Jan Šťastný)     | Petr Jákl                                                                  |
| 2023 | Manta Manta – Zwoter Teil                                                                 | Bertie Katzbach                            | Til Schweiger                                                              |
| 2023 | Das Beste kommt noch!                                                                     | Felix                                      | Til Schweiger                                                              |
| 2024 | Ministerstwo niebezpiecznych drani (The Ministry of Ungentlemanly Warfare)                | Heinrich Luhr                              | Guy Ritchie                                                                |

### Seriale TV
| Rok       | Tytuł                                                           | Rola                              |
| --------- | --------------------------------------------------------------- | --------------------------------- |
| 1990–92   | Lindenstraße                                                    | Jo Zenker                         |
| 1995      | Telefon 110 (Polizeiruf 110: Schwelbrand)                       | Martin Markward                   |
| 1994–96   | Komisarz (Die Kommissarin)                                      | Nick Siegel                       |
| 2005      | Tramitz i przyjaciele (Tramitz & Friends)                       | Kelner                            |
| 2010      | Wir müssen reden! – odc. Fischvergiftung                        | w roli samego siebie              |
| 2011      | Das Traumschiff – odc. New York, Savannah und Salvador de Bahia | MenuSpezialist                    |
| 2013–2020 | Tatort (Miejsce zbrodni)                                        | policjant Niklas „Nick” Tschiller |
| 2022      | Pitch Perfect: Bumper in Berlin – odc. Verschlimmbessern        | gospodarz marynaty                |

## Nagrody
| Rok  | Nagroda                                                       | Kategoria                                           | Film                                                    |
| ---- | ------------------------------------------------------------- | --------------------------------------------------- | ------------------------------------------------------- |
| 1993 | Max Ophüls Festival                                           | Najlepszy młody aktor                               | Ebbies Bluff (1993)                                     |
| 1994 | Bambi                                                         | Najlepszy film krajowy                              | Mężczyzna, przedmiot pożądania (1994)                   |
| 1996 | Bambi                                                         | Najlepszy film krajowy                              | Tylko mi ciebie brak (Männerpension, 1996)              |
| 1997 | Nagroda na FPFF w Gdyni                                       | Najlepsza pierwszoplanowa rola męska                | Bandyta (1997)                                          |
| 1997 | Międzynarodowy Festiwal Filmowy w Moskwie Nagroda św. Jerzego | Najlepszy aktor                                     | Pukając do nieba bram (Knockin' On Heaven's Door, 1997) |
| 2007 | Nagroda magazynu „Bravo”                                      | Specjalne osiągnięcie (Ehren-Otto)                  | –                                                       |
| 2008 | Bambi                                                         | Najlepszy film krajowy                              | Miłość z przedszkola (Keinohrhasen, 2007)               |
| 2009 | Bayerischer Filmpreis                                         | Nagroda publiczności                                | Miłość z przedszkola (Keinohrhasen, 2007)               |
| 2009 | Nagroda Gildii Aktorów Ekranowych                             | Wybitny występ zespołu aktorskiego w filmie kinowym | Bękarty wojny (2009)                                    |
| 2012 | Romy                                                          | Najlepszy reżyser                                   | Tata do pary (Kokowääh, 2011)                           |
| 2015 | Romy                                                          | Najlepszy reżyser                                   | Honig im Kopf (2014)                                    |
| 2015 | Romy                                                          | Najlepszy producent                                 | Honig im Kopf (2014)                                    |
| 2015 | Bayerischer Filmpreis                                         | Nagroda publiczności                                | Honig im Kopf (2014)                                    |
| 2015 | Bambi                                                         | Nagroda specjalna                                   | Honig im Kopf (2014)                                    |
| 2020 | Festiwal Filmowy w Zurychu                                    | Złote Oko za całokształt twórczości                 | –                                                       |